# Nallachius adamsi
Nallachius adamsi är en insektsart som beskrevs av Penny 1982. Nallachius adamsi ingår i släktet Nallachius och familjen Dilaridae. Inga underarter finns listade i Catalogue of Life.